# Templo de Artemisa (Éfeso)
El Templo de Artemisa (en turco: Artemis Tapınağı, en griego antiguo: Ἀρτεμίσιον, en latín: Artemisium) fue un templo ubicado en la ciudad de Éfeso, Turquía, dedicado a la diosa Artemisa, denominada Diana por los romanos. Su construcción fue comenzada por el rey Creso de Lidia y duró unos 120 años.
De grandes dimensiones y una bella y delicada arquitectura, es considerada una de las Siete Maravillas del Mundo Antiguo, tal como lo describió Antípatro de Sidón, quien elaboró la famosa lista:

He posado mis ojos sobre la muralla de la dulce Babilonia, que es una calzada para carruajes, y la estatua de Zeus de los alfeos, y los jardines colgantes, y el Coloso del Sol, y la enorme obra de las altas Pirámides, y la vasta tumba de Mausolo; pero cuando vi la casa de Artemisa, allí encaramada en las nubes, esos otros mármoles perdieron su brillo, y dije: aparte de desde el Olimpo, el Sol nunca pareció jamás tan grande.
Antípatro de Sidón, Antología griega, IX, 58.

El Templo de Artemisa fue destruido por un incendio, provocado por un hombre llamado Eróstrato, en el año 356 a. C.

## Ubicación

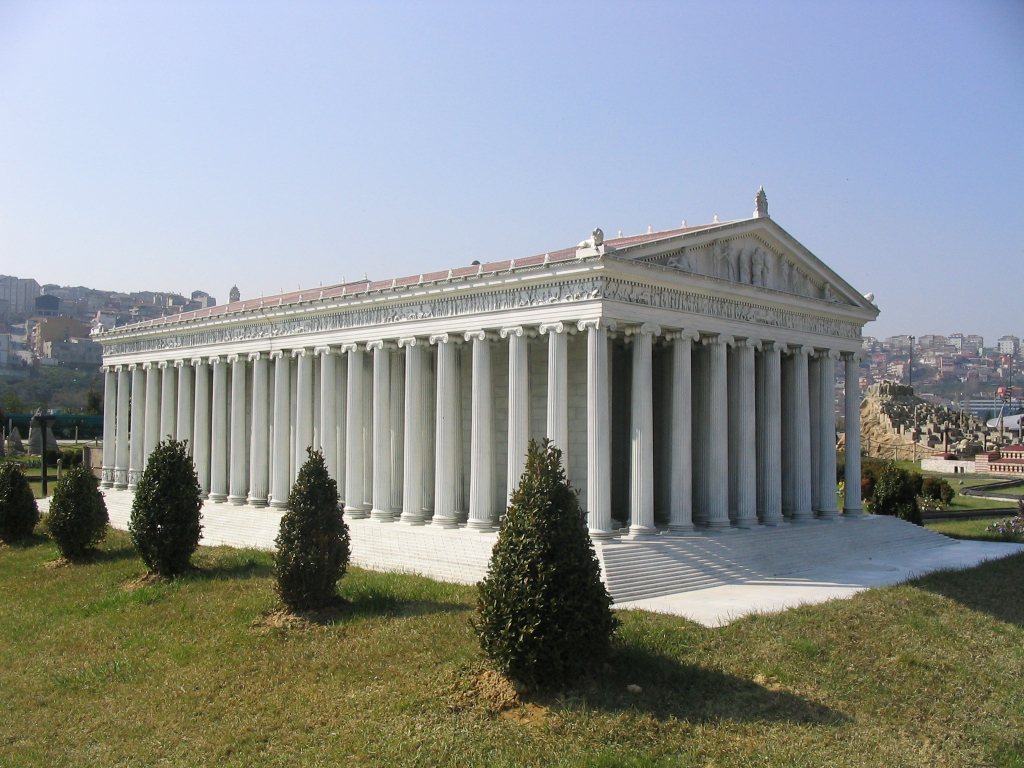
Maqueta del Templo de Artemisa, Miniatürk, Estambul

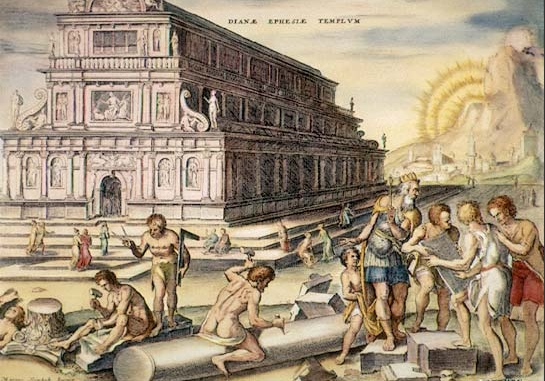
El templo de Artemisa, como lo imaginó en este grabado coloreado Martin Heemskerck (1498 - 1574).

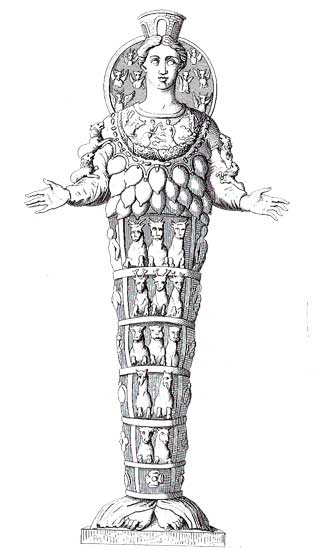
La síntesis de Artemisa de Éfeso: un grabado del de una copia romana en mármol de un original griego (perdido) de un xoanon del periodo geométrico.

El templo de Artemisa se encontraba en la antigua ciudad de Éfeso, a unos 50 km al sur de la moderna ciudad portuaria de Esmirna, en Turquía, en el valle a los pies de Ayasoluk.
Artemisa, hermana de Apolo, se le rendía en Éfeso un culto en cierto modo prehelenístico, representando más la fertilidad que la virginidad que significaba para los griegos. A la diosa se la representa con una corona amurallada, símbolo de Cibeles, y, al igual que ella, la Artemisa de Éfeso era servida por esclavas llamadas megabyzae.
Una inscripción votiva mencionada por Bennet (ver enlace más abajo), que data probablemente del siglo III a. C., asocia la Artemisa de Éfeso a Creta: 

Al sanador de los desastres, a Apolo, dador de la Luz a los mortales, Eutiquess le ha erigido en ofrenda [una estatua de] la Señora cretense de Éfeso, la Portadora de la Luz.

La costumbre griega del sincretismo asimiló todas las deidades extranjeras bajo alguna forma de las divinidades del Olimpo, y está claro que en Éfeso, la identificación con Artemisa que hicieron los colonos jonios no era muy apropiada.
Salvaje, independiente y de una fuerza y belleza superiores. Así aparecía Artemisa, la diosa de la fertilidad, la caza y la guerra, en la mitología griega. Hija de Zeus y hermana gemela de Apolo, es una de las doce grandes divinidades olímpicas. Artemisa era una diosa indomable, que no solo daba la vida, sino que también la quitaba. En su honor, y para apaciguarla, el rey Creso de Lidia mandó erigir el templo de Artemisa en Éfeso. En el interior de este santuario se hallaba la estatua de Artemisa, una obra de dos metros de altura en madera de vid revestida con plata y oro.

## Historia
El lugar sagrado de Éfeso era mucho más antiguo que el templo. El geógrafo Pausanias afirmó que existía muchos años antes de la inmigración jonia y que era, incluso, más antiguo que el culto al Oráculo de Apolo en Dídima. Los anteriores habitantes de la ciudad eran léleges y lidios.
El lugar en el que se fundó el santuario de Artemisa había sido ya objeto de veneración por las poblaciones locales que practicaban allí el culto a la Diosa madre o a Cibeles, culto al que después se asimiló el de Artemisa.
Las excavaciones de la Escuela Británica permiten seguir las fases principales de la evolución arquitectónica del conjunto. 
La gran abundancia de exvotos, desde el siglo VIII a. C., demuestra un lugar de culto. El edificio más antiguo que corresponde a la primera fase, se trata de un altar, al que siguió la construcción de algunos templos de pequeñas dimensiones (naískois). De estos, el que precede al templo arcaico fue levantado hacia el 600 a. C. Medía 14 x 28 m y estaba rodeado por un muro de cierre.
La construcción del edificio requirió muchísimo tiempo. Plinio el Viejo y Marco Vitruvio afirman que los trabajos prosiguieron durante 120 años y que fueron varios los arquitectos que los dirigieron. La primera construcción del templo data del siglo VIII a. C., y fue destruido por los cimerios.
El templo fue diseñado por el arquitecto griego Quersifrón, de la ciudad cretense de Cnosos y construido alrededor del año 550 a. C. a expensas de Creso, el poderoso rey de Lidia. Fue terminado por Metágenes, hijo de Quersifrón, con ayuda de Teodoro, el arquitecto del Hereo de Samos. Se eligió un terreno rocoso como precaución frente a terremotos, según Plinio el Viejo. El templo se convirtió en atracción turística, visitado por mercaderes, reyes y viajeros, que pagaban tributo a Artemisa en forma de joyas y otros bienes. Su esplendor también atrajo adoradores que formaron el culto de Artemisa.
El templo era respetado como lugar de refugio, tradición que se trasladó al mito con las amazonas que se refugiaron allí tanto de Hércules como de Dioniso. 

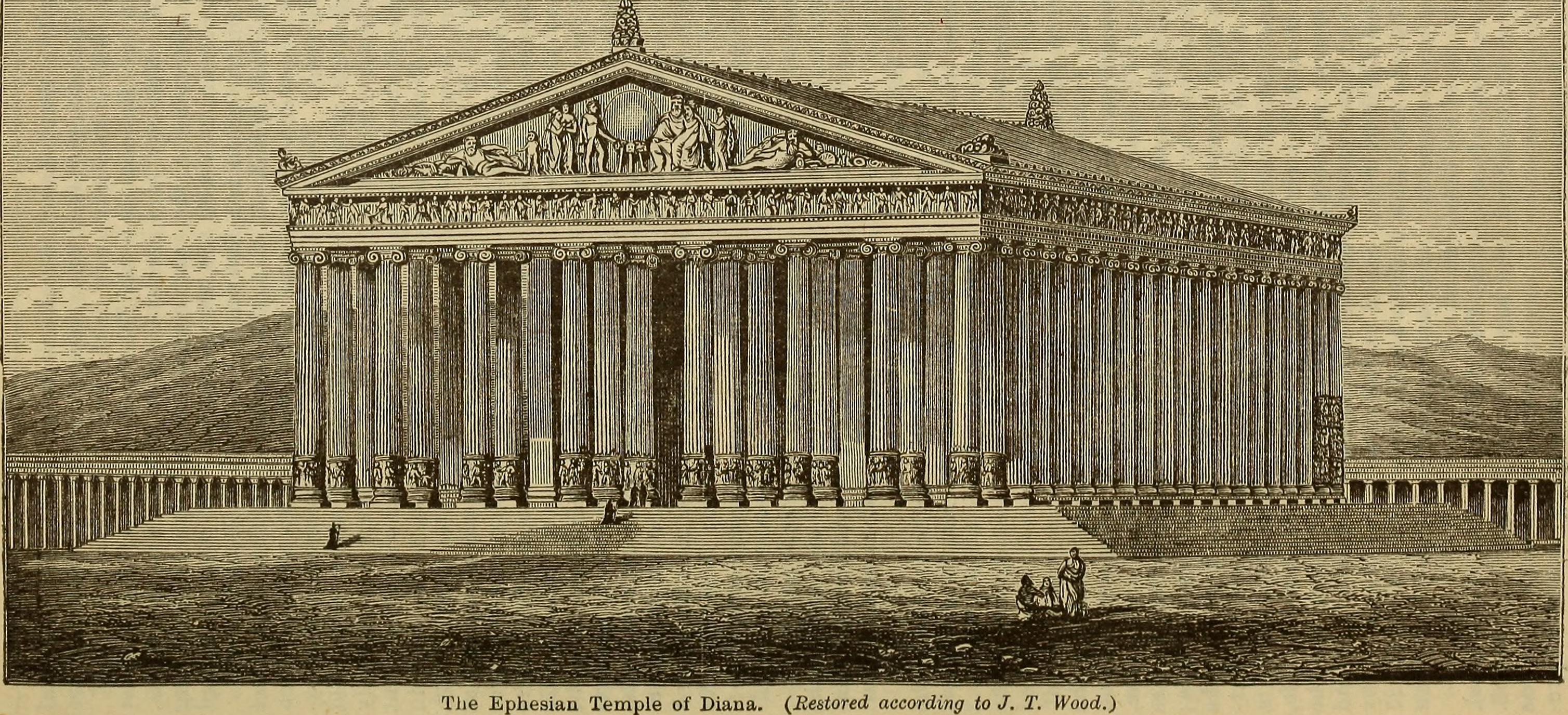
Grabado del templo.

El templo de Éfeso fue destruido por un incendio provocado por Eróstrato el 21 de julio del año 356 a. C., la noche que, se dice, nació Alejandro Magno. Según la historia, su único fin fue lograr fama a cualquier precio. 

Se descubrió que un hombre había planeado incendiar el templo de Diana en Éfeso, de tal modo que por la destrucción del más bello de los edificios, su nombre sería conocido en el mundo entero
Valerio Máximo

Los efesios, ultrajados, intentaron que su nombre nunca fuera recordado, prohibiendo, bajo pena de muerte, mencionarlo. Sin embargo, este ha llegado a través de Estrabón.
Alejandro Magno nació la noche en la que el templo ardía. Plutarco sentenció que Artemisa estaba demasiado preocupada por este hecho como para salvar su propio templo en llamas. Más tarde, Alejandro ofrecería a los efesios costear su reconstrucción, a lo que se negaron, aduciendo que no era conveniente que un dios le construyera un templo a otra divinidad. Sin embargo, el templo fue restaurado tras su muerte, en el año 323 a. C. La reconstrucción del templo es atribuida por algunos autores al rodio (o según otros, macedonio) Dinócrates, el que realizó las mediciones para la fundación de la ciudad de Alejandría, en Egipto.
Sin embargo, esta reconstrucción sería arrasada por los godos en el año 262, en tiempos del emperador Galieno. 

Respa, Veduc y Thuruar, líderes de los godos, embarcaron y navegaron a través del Helesponto hacia Asia. Allí arrasaron varias populosas ciudades y prendieron fuego al renovado templo de Diana en Éfeso.
Jordanes en Getica (xx.107)

A lo largo de los dos siglos siguientes la mayoría de los efesios se convirtieron al cristianismo y el antiguo templo perdió su interés religioso. Los cristianos derribaron los restos del edificio y reutilizaron los materiales para otras construcciones, actualmente se pueden apreciar algunas columnas helenísticas del templo de Artemisa como parte de Santa Sofía en Estambul.
El lugar del templo fue redescubierto en 1869 por una expedición del Museo Británico. Aún pueden verse varias esculturas y artefactos, aunque de la séptima maravilla del mundo solo queda en pie una columna.
Existe una referencia en el Nuevo Testamento al templo de Diana de los Efesios, lo cual nos ayuda a percibir que se hacían figurillas de este templo (posiblemente a escala) para su venta, y el fervor que los Efesios de ese tiempo tenían por su edificio. 

Entonces hubo un alboroto no pequeño acerca del Camino. Porque un platero llamado Demetrio, el cual hacía de plata templecillos de Diana, daba a los artífices no poca ganancia; a los cuales, reunidos con los oficiales de semejante oficio, dijo: Varones, sabéis que de este oficio tenemos ganancia; y veis y oís que este Pablo, no solamente en Éfeso, sino á muchas gentes de casi toda el Asia, ha apartado con persuasión, diciendo que no son dioses los que se hacen con las manos. Y no solamente hay peligro de que este negocio se nos vuelva en reproche, sino también que el templo de la gran diosa Diana sea estimado en nada, y comience a ser destruida su majestad, la cual honra toda el Asia y el mundo. Oídas estas cosas, llenáronse de ira, y dieron alarido diciendo: ¡Grande es Diana de los Efesios!
Libro de los Hechos de los Apóstoles 19:24-28

## Arte y arquitectura
Otras obras
La mayoría de las descripciones físicas del templo provienen de Plinio el Viejo, aunque hay discrepancias en torno al tamaño. Plinio describe el templo como de 377 pies de largo (115 m) por 180 pies de ancho (55 m), realizado principalmente en mármol, es el más grande de todo el mundo griego. Constaba de 127 columnas, cada una de 60 pies de alto (18 m), igual a 12 veces el diámetro de la base. 
Tenía tres filas de columnas en la fachada occidental (con un total de 36), divididas en tres hileras de ocho columnas, dos columnas a los lados de las antas y una doble fila que dividía el gran pronaos en tres naves.
La cella era alargada y estrecha, como en los templos arcaicos, y al fondo había un baldaquino, en el que se hallaba la estatua de culto, sobre los restos del altar del siglo VII a. C.
En la fachada posterior las columnas eran 9, y 21 a los lados. 
Tras el incendio provocado del 356 a. C., la obra de reconstrucción debió durar mucho tiempo.
La planta y las proporciones del nuevo edificio se mantuvieron grosso modo iguales a las del anterior, salvo por el añadido de un crepidoma (la plataforma sobre la que se eleva el templo) escalonado (12 gradas) de 2,68 m de altura. Tenía columnas esculpidas en la parte inferior (solo las 16 de las dos primeras filas de la fachada occidental), mientras que una veintena de dados esculpidos sostenían las columnas in antis. Las columnas, según Plinio, medían 60 pies de altura (17,65 m), aproximadamente 10 veces el diámetro de la base. Se ha pensado que el arquitecto del nuevo templo fue Dinócrates, que estuvo influido por Piteo, el autor del templo de Atenea de Priene.
Con las excavaciones austriacas de 1965 se sacó a la luz el altar, de mármol y de 22 x 32 m.
El templo albergaba varias obras de arte: esculturas de los renombrados Policleto, Fidias, Cresilas y Fradmon, pinturas, y columnas forradas de oro y plata. Varias de esas esculturas se referían a amazonas que, según la leyenda, se habían encontrado en esa región.
Plinio comenta que trabajó esculpiendo relieves y decorando las columnas Escopas de Paros, que también había intervenido en el Mausoleo de Halicarnaso.

## Culto e influencia

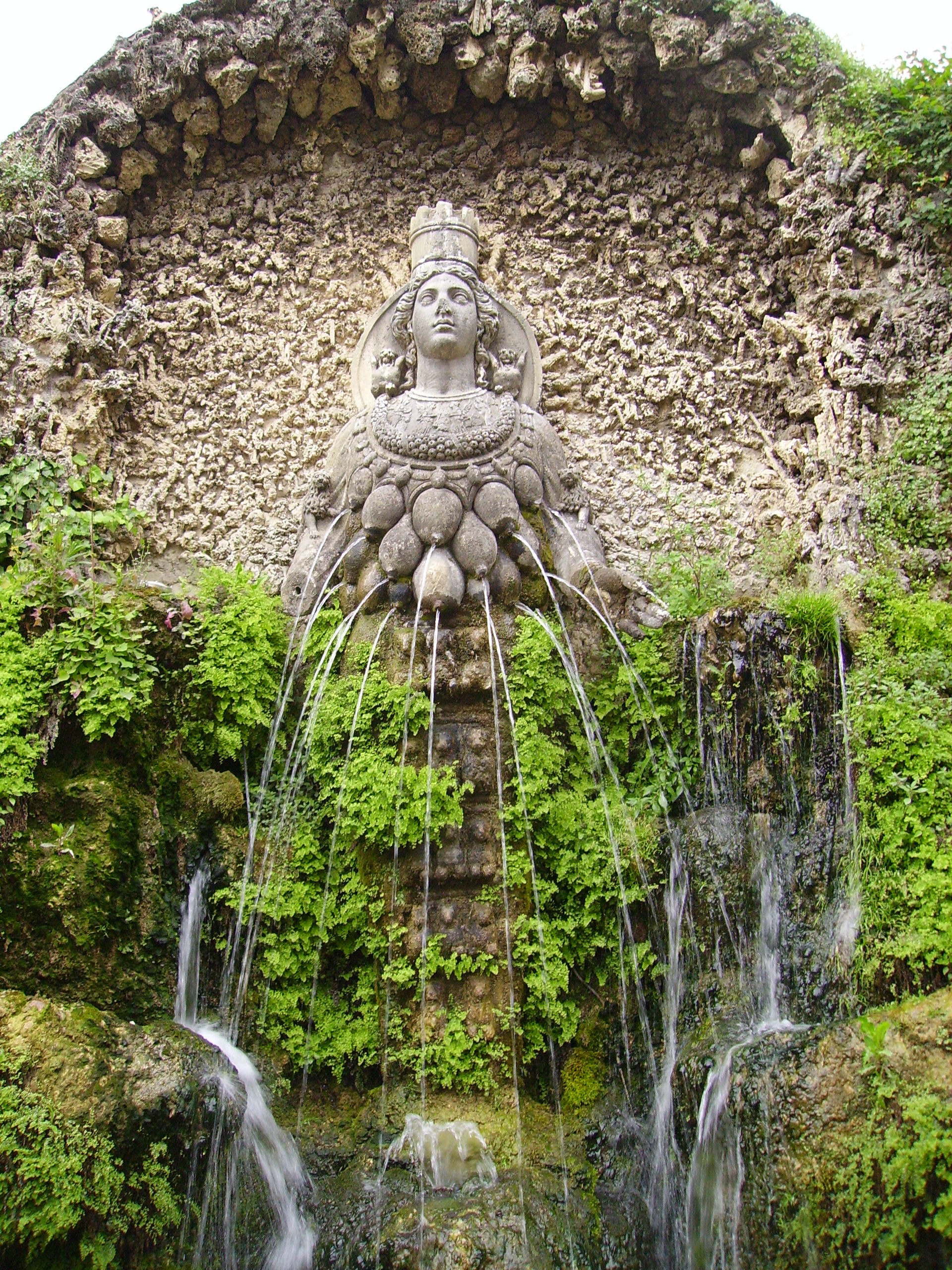
Fuente de Diana Efesina.
Villa de Este, Tívoli.

El templo de Artemisa se encontraba en una próspera región, que cruzaban viajeros y mercaderes de toda Asia Menor. Fue influenciado por varias creencias, y era un símbolo de fe para mucha gente. Los efesios adoraban a Cibeles, e incorporaron gran parte de sus creencias al culto de Artemisa. El dúo Artemisa-Cibeles distaba mucho de su equivalente romano Diana.
El culto de Artemisa atrajo miles de adoradores de todas partes del mundo conocido. Muchos destacados personajes históricos realizaron ofrendas, entre ellos Jenofonte, que estaba en Éfeso cuando se unió a Agesilao II en su marcha de Asia a Beocia y allí dio en depósito un dinero al guardián del templo para que se lo devolviera si regresaba y si no regresaba lo diera como ofrenda a Artemisa, o Alejandro Magno, que cuando llegó a Éfeso realizó sacrificios y decretó que los impuestos que antes se pagaban a los persas fueran depositados a partir de entonces en el templo de Artemisa.
Jenofonte de Éfeso en su novela Efesíaca, del siglo II, describe la procesión que se celebraba durante la fiesta en honor a Artemisa, que discurría entre la ciudad y el templo, en una distancia de siete estadios. En el cortejo desfilaban todas las muchachas de la ciudad con elegantes adornos y los efebos. Llevaban en primer lugar los objetos sagrados, las antorchas, los cestos con ofrendas e incienso; a continuación caballos, perros y otros elementos propios de la caza.

## Redescubrimiento del templo
Tras seis años de búsqueda, el emplazamiento del templo fue redescubierto en 1869 por una expedición dirigida por John Turtle Wood y patrocinada por el Museo Británico. Estas excavaciones continuaron hasta 1874. Durante las excavaciones de 1904-1906 dirigidas por David George Hogarth se encontraron algunos fragmentos más de esculturas. Los fragmentos escultóricos recuperados de la reconstrucción del siglo IV y unos pocos del templo anterior, que se habían utilizado en el relleno de escombros para la reconstrucción, se reunieron y expusieron en la "Sala de Éfeso" del Museo Británico. Además, el museo posee parte de la que posiblemente sea la vasija de monedas más antigua del mundo (600 a. C.), que había sido enterrada en los cimientos del templo arcaico.
En la actualidad, el emplazamiento del templo, que se encuentra a las afueras de Selçuk, está marcado por una única columna construida con fragmentos disociados descubiertos en el lugar.

## Reconstrucción
La Selçuk Artemis Culture, Arts and Education Foundation tiene prevista la construcción del Artemision por tercera vez en la historia. El nuevo templo, que mantendrá el mismo tamaño de su antecesor, se construirá en una zona llamada Kurutepe, a 1500 metros de la ubicación original del templo y cuenta con un presupuesto de 150 millones de dólares.